# 行政相談委員
行政相談委員（ぎょうせいそうだんいいん）とは行政相談委員法に基づき、日本の各市町村に設置される役職。総務大臣（管区行政評価局）が委嘱する民間のボランティアである。

## 概要
以下のことを担当する。
- 行政機関等の業務に関する苦情の相談に応じて、総務大臣の定めるところに従い、申出人に必要な助言をし、及び総務省又は当該関係行政機関等にその苦情を通知すること。
- 通知をした苦情に関して、行政機関等の照会に応じ、及び必要があると認める場合に当該行政機関等における処理の結果を申出人に通知すること。

## 関連書籍
- 全国行政相談委員連合協議会「行政相談委員の活動記録」（中央法規出版）